# Mécanisme rolling block

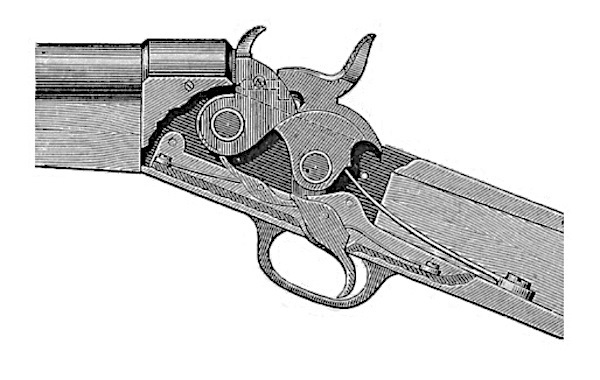
Culasse d'un fusil rolling block.

Un mécanisme rolling block ou mécanisme à rechargement par la culasse est un mécanisme d'arme à feu en simple action dans lequel le scellement de la culasse est effectué à l'aide d'un bloc rotatif de forme spéciale capable de tourner sur une goupille. La culasse est verrouillée par le chien, ce qui empêche la cartouche de reculer au moment du tir. En armant le chien, le bloc de culasse peut être tourné librement pour recharger la culasse de l'arme.

## Histoire

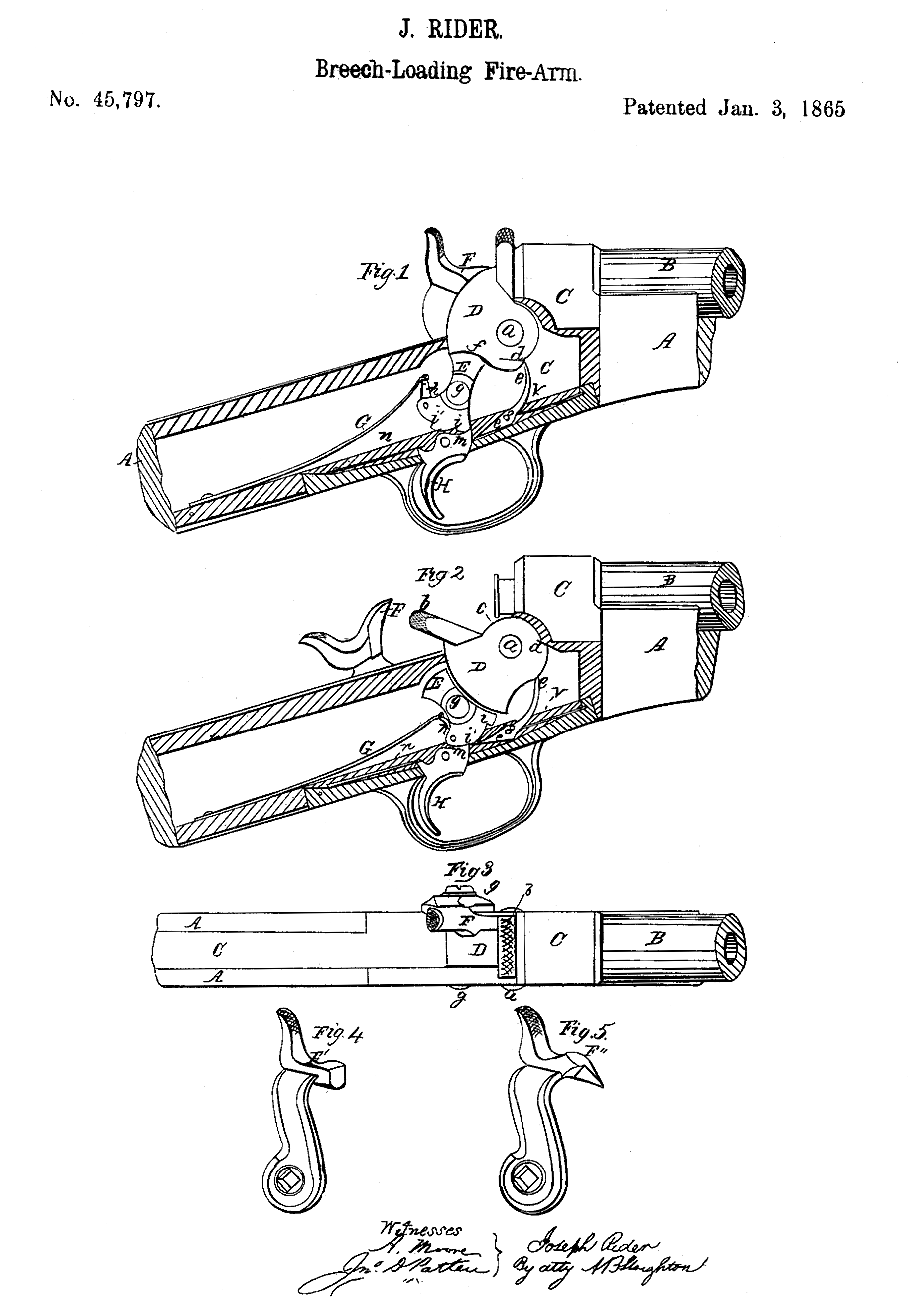
Croquis de Joseph Rider pour son brevet déposé en 1865.

La technologie Rolling Block a été inventée pendant la guerre de Sécession par Léonard Geiger, qui déposa un brevet pour son invention en 1863. La même année, un accord de redevances fut conclu avec la société Remington en vue de sa mise en production.
Ce mécanisme est ensuite redéveloppé en 1865 par Joseph Rider, qui l’optimisa et le fit connaître sous le nom de « système Remington » (Remington System). La première arme à feu basée sur ce mécanisme, le pistolet Remington modèle 1865, fut proposée à la vente à l’Armée et à la Marine des États-Unis en 1866.
Le premier fusil utilisant ce mécanisme est présenté pour la première fois à l'exposition universelle de 1867. Cet événement marque le lancement officiel de la famille des fusils Remington Rolling Block, qui connaîtra un large succès tant sur le plan militaire que civil.
Des fusils rolling blocks seront rapidement utilisés par les armées Danoises, Norvégiennes et Suédoises. En France, les fusils rolling block furent employés lors de la guerre franco-allemande de 1870, au cours de laquelle le gouvernement français passa une commande importante auprès de la société Winchester. Le système fut de nouveau utilisé durant la Première Guerre mondiale, lorsque près de 100 000 fusils adaptés au 8 mm Lebel furent commandés dès le mois de novembre 1914 par le gouvernement français.